# Карташов, Алексей Александрович
Алексе́й Алекса́ндрович Карташо́в (18 февраля 1924 — 26 сентября 1943) — красноармеец Рабоче-крестьянской Красной Армии, участник Великой Отечественной войны, Герой Советского Союза (1943).

## Биография
Родился 18 февраля 1924 года в деревне Мокошево (ныне — Кадуйский район Вологодской области). Окончил семь классов школы и курсы при школе фабрично-заводского ученичества на судоверфи имени Желябова, после чего работал плотником.
В ноябре 1942 года был призван на службу в Рабоче-крестьянскую Красную Армию. С августа 1943 года — на фронтах Великой Отечественной войны, был связистом роты связи 202-го гвардейского стрелкового полка 68-й гвардейской стрелковой дивизии 40-й армии Воронежского фронта. Отличился во время битвы за Днепр.
Во время форсирования Днепра под массированным вражеским огнём проложил через реку линию связи и бесперебойно поддерживал её, устраняя повреждения на ней. Во время этого получил тяжёлые ранения, от которых скончался 26 сентября 1943 года в медсанбате № 578. Похоронен в селе Головуров Бориспольского района Киевской области Украинской ССР.
Указом Президиума Верховного Совета СССР от 23 октября 1943 года за «мужество и героизм, проявленные при форсировании Днепра» красноармеец Алексей Карташов посмертно был удостоен звания Героя Советского Союза.

## Память
В его честь названы улица в Кадуе, буксир-толкач, школа.

## Награды
Был также награждён орденом Ленина и медалью «За отвагу».